# Psaliodes pallidicolor
Psaliodes pallidicolor är en fjärilsart som beskrevs av Louis Beethoven Prout. Psaliodes pallidicolor ingår i släktet Psaliodes och familjen mätare. Inga underarter finns listade i Catalogue of Life.